# Thomas Gregory Skinner

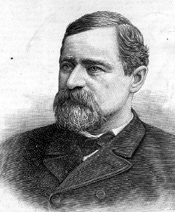
Thomas Gregory Skinner

Thomas Gregory Skinner (* 22. Januar 1842 bei Hertford, Perquimans County, North Carolina; † 22. Dezember 1907 in Baltimore, Maryland) war ein US-amerikanischer Politiker. Zwischen 1883 und 1891 vertrat er zwei Mal den Bundesstaat North Carolina im US-Repräsentantenhaus.

## Werdegang
Thomas Skinner war der ältere Bruder von Harry Skinner (1855–1929), der zwischen 1895 und 1899 ebenfalls für den Staat North Carolina im Kongress saß. Er besuchte zunächst private Schulen und die Friends Academy in Belvidere. Danach absolvierte er die Horners Military School in Oxford. Daran schloss sich ein Studium an der University of North Carolina in Chapel Hill an. Während des Bürgerkrieges war Skinner Leutnant in einem Regiment aus North Carolina, das zum Heer der Konföderation gehörte. Nach einem anschließenden Jurastudium und seiner 1868 erfolgten Zulassung als Rechtsanwalt begann er in Hertford in diesem Beruf zu arbeiten.
Politisch war Skinner Mitglied der Demokratischen Partei. Nach dem Tod des Kongressabgeordneten Walter F. Pool wurde er bei der fälligen Nachwahl für den ersten Sitz von North Carolina als dessen Nachfolger in das US-Repräsentantenhaus in Washington, D.C. gewählt, wo er am 20. November 1883 sein neues Mandat antrat. Nach einer Wiederwahl im Jahr 1884 konnte er zunächst bis zum 3. März 1887 im Kongress verbleiben. Zwei Jahre später schaffte er bei den Wahlen des Jahres 1888 den Wiedereinzug in das US-Repräsentantenhaus, wo er am 4. März 1889 Louis C. Latham ablöste, der 1887 sein Nachfolger geworden war. Da er im Jahr 1890 auf eine weitere Kandidatur verzichtete, konnte Thomas Skinner bis zum 3. März 1891 nur eine weitere Legislaturperiode im Kongress verbringen.
Nach seinem Ausscheiden aus dem US-Repräsentantenhaus arbeitete Skinner wieder als Anwalt in Hertford. In den Jahren 1892 und 1904 war er Delegierter zu den jeweiligen Democratic National Conventions. Von 1899 bis 1900 gehörte er dem Senat von North Carolina an. Thomas Skinner starb am 22. Dezember 1907 in Baltimore und wurde in Hertford beigesetzt.